# Synagoge (Staudernheim)
Die Synagoge in Staudernheim wurde 1896 in der Straße Oberdorf 79 (heute Am Wolfsgang 3) errichtet. Bei den Novemberpogromen 1938 wurde die Inneneinrichtung der Synagoge verwüstet. Während des Zweiten Weltkriegs wurde es von der Wehrmacht und der Flieger-Hitlerjugend genutzt. Nach dem Krieg diente die ehemalige Synagoge als Flüchtlingsheim und später als Garage und Lager. 1995 wurde das, zwischenzeitlich denkmalgeschützte, Gebäude von dem Museumsverein Synagoge Staudernheim e.V. erworben und renoviert. Heute wird das Gebäude für Ausstellungen und Veranstaltungen genutzt.

## Synagoge
Vor dem Bau der Synagoge verfügte die Gemeinde über einen Betsaal in dem noch heute erhaltenen Gebäude in der Hauptstraße 43. Anfang 1896 wurde mit dem Bau einer Synagoge in der Straße Oberdorf 79 (heute Am Wolfsgang 3) begonnen, die im Juli 1896 eingeweiht wurde. Der Sandsteinquaderbau auf Bossenquadersockel steht traufständig zur Straße. Zur Straße hin befindet sich im Dach ein Zwerchgiebel. Die dort eingelassene Schrifttafel zitiert das 1. Buch Mose (28,7) in hebräischer Schrift:
Wie heilig ist diese Stätte!

Hier ist nichts anderes als Gottes Haus, und dies ist die Pforte des Himmels.
Darüber befindet sich eine kleine Steintafel mit dem Errichtungsjahr der Synagoge. Auf der Südseite, zur Straße hin, verfügte die Synagoge ursprünglich über drei Rundbogenfenster. Von diesen ist heute nur noch ein Fenster vollständig erhalten. 1969 wurden zwei Fenster bis auf die oberen Bögen zerstört, als in die Wand die Garagenzufahrt gebrochen wurde. Die der Straße abgewandte Nordseite verfügt über ein Rundbogenfenster und eine Tür die zum Innenhof führt. Der Ostgiebel ist direkt an das Nachbargebäude angebaut. Der Eingang befindet sich an der Südecke des Westgiebels der hier nicht vollständig an das Nachbargebäude angrenzt. Im Türbogen ist in hebräischer Schrift Psalm 118,20 eingelassen:
Dies ist die Pforte zum Ewigen, Gerechte ziehen durch sie hinein.
Bei den Novemberpogromen 1938 wurde die Inneneinrichtung der Synagoge verwüstet und der auf dem Giebel angebrachte Davidstern demontiert. Da ein Übergreifen der Flammen auf die Nachbargebäude befürchtet wurde, wurde die Synagoge nicht in Brand gesetzt. 1943 kam es zum Zwangsverkauf an die Gemeinde Staudernheim. Bis Kriegsende wurde das Gebäude von der Wehrmacht und der Flieger-Hitlerjugend genutzt. Nach Abschluss des Restitutionsverfahren 1945 erwarb die Gemeinde Staudernheim 1953 das Gebäude erneut und baute es zu einer Flüchtlingsunterkunft um. 1969 tauschte die Gemeinde das Gebäude mit einem Privatmann gegen ein anderes Gebäude. Dieser baute die Synagoge zu einer Garage und Lager um. 1995 erwarb der Museumsverein Synagoge Staudernheim e.V. das seit 1986 unter Denkmalschutz stehende Gebäude, von einem Vereinsmitglied das das Gebäude 1993 als Zwischenfinanzierung gekauft hatte. In den folgenden Jahren erfolgte die Renovierung und Instandsetzung durch den Museumsverein. Heute wird das Gebäude für Ausstellungen und Veranstaltungen genutzt.

## Jüdische Gemeinde Staudernheim
Bereits im 18. Jahrhundert siedelten Juden auf dem Gebiet von Staudernheim. Dies belegt die Nennung eines in Offenbach am Glan lebenden jüdischen Lehrers, der 1775 in Staudernheim geboren worden war. Am 15. September 1801 kam es zu einem Raubüberfall auf einen jüdischen Einwohner Staudernheims durch Johannes Bückler (genannt Schinderhannes). Bis zur ersten Hälfte des 19. Jahrhunderts stieg die Zahl der jüdischen Einwohner stetig an und erreichte 1864 ihren höchsten Stand. Die Gemeinde verfügte über eine Mikwe und eine Religionsschule. Ob  ein eigener Religionslehrer angestellt war, der auch die religiösen Aufgaben des Vorbeters und Schochet innehatte ist nicht überliefert. Die Verstorbenen wurden auf dem jüdischen Friedhof in Staudernheim beigesetzt. In der zweiten Hälfte des 19. Jahrhunderts nahm die Zahl der jüdischen Einwohner immer weiter ab. Ab 1933, nach der Machtergreifung Adolf Hitlers, wurden die jüdischen Einwohner immer mehr entrechtet. Zudem kam es immer wieder zu antijüdischen Aktionen. Dies hatte zur Folge, dass weitere jüdische Einwohner Staudernheim verließen. Nach den Novemberpogromen 1938 verließen weitere jüdische Einwohner den Ort. Im Juli 1942 wurden drei der noch vier in Staudernheim lebende jüdische Einwohner deportiert. Amalie Ginz, die mit ihrem Mann in einer sogenannten privilegierten Mischehe lebte, wurde nicht deportiert und überlebte den Holocaust. Sie verstarb 1968 und wurde auf dem jüdischen Friedhof in Staudernheim neben ihrem 1953 verstorbenen Ehemann Peter Ginz beigesetzt. Dabei handelt es sich um die letzten beiden auf dem Friedhof durchgeführten Beisetzungen nach Kriegsende.

### Entwicklung der jüdischen Einwohnerzahl
| Jahr        | Juden | Jüdische Familien | Bemerkung |
| ----------- | ----- | ----------------- | --------- |
| 1808        | 45    |                   |           |
| 1855        | 85    |                   |           |
| 1858        | 71    |                   |           |
| 1864        | 86    |                   |           |
| 1895        | 45    | 10                |           |
| 1924        | 30    |                   |           |
| 1933        | 21    |                   |           |
| 1939        | 12    |                   |           |
| Anfang 1942 | 4     |                   |           |
| Ende 1942   | 1     |                   |           |

Quelle: alemannia-judaica.de; jüdische-gemeinden.de
Das Gedenkbuch – Opfer der Verfolgung der Juden unter der nationalsozialistischen Gewaltherrschaft 1933–1945 und die Zentrale Datenbank der Namen der Holocaustopfer von Yad Vashem führen 15 Mitglieder der jüdischen Gemeinschaft Staudernheim (die dort geboren wurden oder zeitweise lebten) auf, die während der Zeit des Nationalsozialismus ermordet wurden.